# 2,2-dimetil-1-propanamina
La 2,2-dimetil-1-propanamina es una amina primaria de fórmula molecular C5H13N, isómera de la 1-pentanamina.
Se la conoce también como 2,2-dimetilpropilamina, neopentilamina y pivalilamina.

## Propiedades físicas y químicas
A temperatura ambiente, la 2,2-dimetil-1-propanamina es un líquido claro e incoloro.
Su punto de ebullición —valor experimental— es de 81 °C, el más bajo entre las distintas pentanaminas —a modo de comparación, la 1-pentanamina y la 3-pentanamina hierven a 104 y 90 °C respectivamente.
Su punto de fusión —valor teórico— es de -52 °C.
Su densidad (0,745 g/cm³) es comparable a la de sus otros isómeros.
La 2,2-dimetil-1-propanamina es soluble en agua. No obstante, el valor del logaritmo de su coeficiente de reparto, logP = 1,1, indica que su solubilidad es mayor en disolventes hidrófobos (como el 1-octanol) que en hidrófilos.
Posee una tensión superficial de 24,4 ± 3 dina/cm, inferior a la de las pentanaminas lineales.

## Síntesis
Esta amina se sintetiza a partir de la reacción entre el 2,2-dimetil-1-propanol (neopentanol) y amoníaco, a una temperatura entre 200 °C y 300 °C, en presencia de un catalizador de hidrogenación. El proceso puede llevarse a cabo a alta presión.
Otra forma de sintetizar esta amina es por reducción a temperatura elevada (162 °C) de la  2,2-dimetilpropanamida usando borohidruro de sodio como agente reductor. Dicha reacción tiene dos fases, una rápida pérdida de hidrógeno que conlleva la formación del correspondiente nitrilo y una posterior y más lenta reducción a amina. El proceso se acelera en presencia de cloruro de litio.
A su vez, la 2,2-dimetil-1-propanamina es precursor de aminas más complejas como N,N,2,2-tetrametil-1-propanamina o 2-tert-butil-5-fenilpiridina, así como de diversas cianamidas —por ejemplo 2,2-dimetilpropil(metil)cianamida— y haluros de neopentilo.

## Precauciones
La 2,2-dimetil-1-propanamina es un compuesto corrosivo que puede dañar la piel, los ojos y el sistema respiratorio. El contacto con el líquido o aerosol puede producir daños en la membrana mucosa de los ojos así como quemaduras en la piel.